# Renanthera coccinea
Renanthera coccinea es una especie de orquídea que se encuentra desde Hainan a Indochina. Es la especie tipo del género Renanthera.

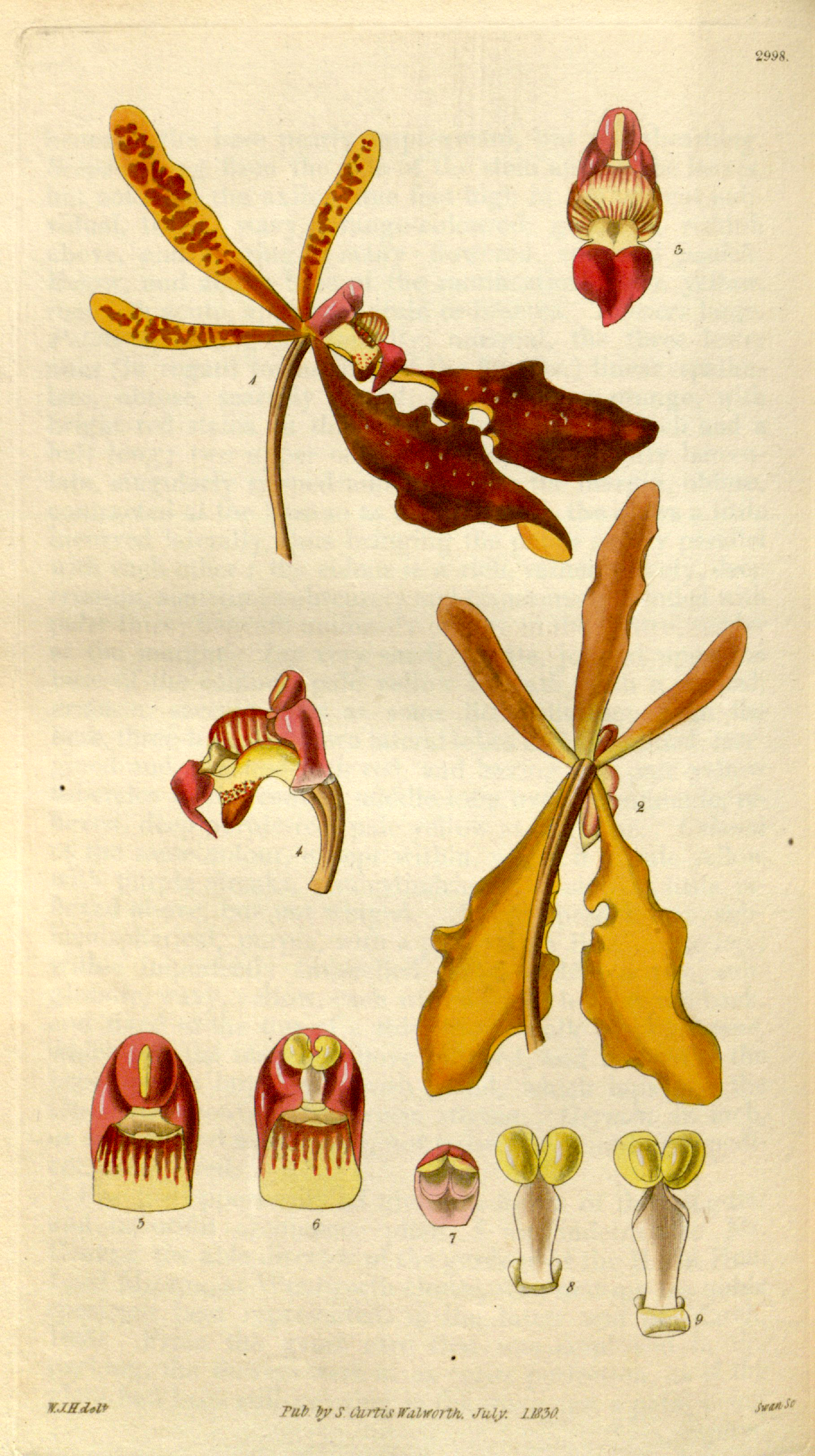
Ilustración

## Descripción
Es una planta de tamaño gigante, que prefiere el clima cálido, de hábitos litofitas monopodial a pleno sol o epífita en bosques primarios con un tallo simple ramificado, alargado, robusto que lleva de dos a muchas hojas carnosas gruesas, oblongas. Florece en la primavera en una inflorescencia  axilar, lateral y paniculada, de 60 a 90 cm de largo, con varias a muchas  flores laxas.

## Distribución y hábitat
Se encuentra en Birmania, Tailandia, Laos, Vietnam, Hong Kong, Guangxi, Hainan y Yunnan en China en las rocas y acantilados abiertos en elevaciones de 100 a 1200 metros.  

## Taxonomía
Renanthera coccinea fue descrita por João de Loureiro y publicado en Flora Cochinchinensis 2: 521. 1790.
Sinonimia
- Epidendrum renanthera Raeusch.

var. coccinea
- Gongora philippica Llanos[3][4]